# Robert Finke
Robert "Bobby" Finke, född 6 november 1999, är en amerikansk simmare.

## Karriär
Finke tog guld på 800 meter frisim och 1 500 meter frisim vid olympiska sommarspelen 2020 i Tokyo.
I juni 2022 vid VM i Budapest tog Finke guld på 800 meter frisim efter ett lopp på 7.39,36, vilket blev ett nytt världsdelsrekord. Han tog också silver på 1 500 meter frisim efter ett lopp på 14.36,70, vilket blev ett nytt amerikanskt rekord.
Vid olympiska sommarspelen 2024 fick han nöja sig med silver på 800 meter frisim men fick revansch på 1 500 meter frisim där han vann guld på det nya världsrekordet 14.30,67.